# Powiat de Szczecinek
Le powiat de Szczecinek (en polonais : powiat szczecinecki) est un powiat appartenant à la voïvodie de Poméranie occidentale dans le nord-ouest de la Pologne.

## Division administrative

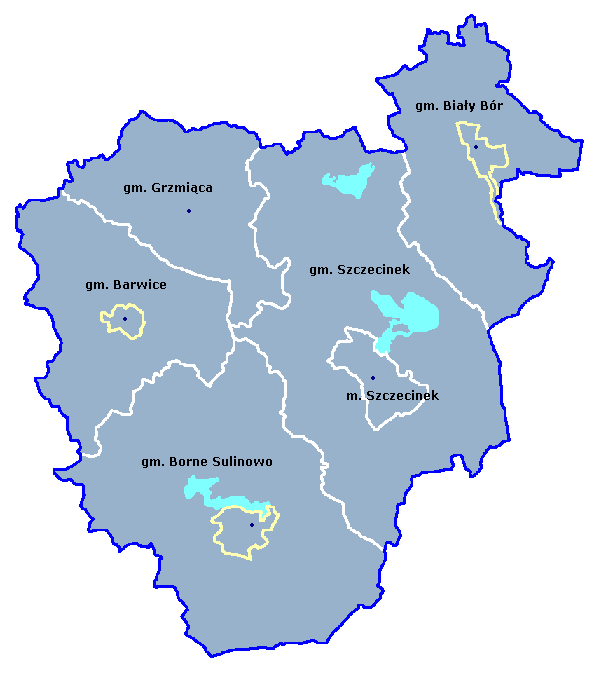
Carte du powiat.

Le powiat de Szczecinek comprend 6 communes :
- 1 commune urbaine : Szczecinek ;
- 3 communes mixtes : Barwice, Biały Bór et Borne Sulinowo ;
- 2 communes rurales : Grzmiąca et Szczecinek.